# Линчевание Джесси Вашингтона
Линчевание Джесси Вашингтона — преступление, совершённое 15 мая 1916 года в  городе Уэйко, штат Техас,  и получившее известность как одна из самых жестоких расправ, совершённых в США.
Семнадцатилетний батрак-афроамериканец Джесси Вашингтон был обвинён и признан судом виновным в изнасиловании и убийстве Люси Фрайер, 53-летней женщины, жены своего работодателя, в деревне Робинсон. Свидетелей его предполагаемого преступления не было, но он был замечен возле дома через какое-то время после её смерти. Вскоре он был арестован (на его одежде были обнаружены следы крови, которые он объяснил носовым кровотечением) и допрошен шерифом округа Макленнан и в итоге признался в убийстве, которое было следствием ссоры с Люси Фрайер по поводу её мулов. На допросе он также указал местонахождение орудия убийства (полиция нашла там окровавленный молоток). Как сообщалось, он даже подписал своё признание на допросе, и впоследствии местные газеты распространили его, однако сейчас известно, что Вашингтон был неграмотным.
Вашингтон был осуждён за убийство в зале здания суда Уэйко, заполненном пришедшими в ярость местными жителями. Он признал себя виновным, сказав «да, я сделал это» и тихо извинившись, и был быстро приговорён к смертной казни. После вынесения приговора он был вытащен из зала суда присутствовавшими там людьми и подвергнут казни прямо перед мэрией в Уэйко. Зверская расправа привлекла более 10000 зрителей, в том числе представителей городских властей и полиции, которые также собрались, чтобы посмотреть на казнь, и не сделали никаких попыток вмешательства, хотя подобные самосуды и были запрещены в Техасе. По сохранившимся описаниям, на данном мероприятии царила праздничная атмосфера, и многие дети пришли на зрелище во время обеденного перерыва в школе. Толпа избила Вашингтона, затем подвесила его на цепи на дереве и развела под ним костёр. Его неоднократно опускали в огонь и через какое-то время поднимали, иногда делая паузы, во время которых отрезали ему пальцы на руках и ногах и кастрировали. Процесс казни продолжался около двух часов, причём палачи сознательно делали всё для того, чтобы продлить его страдания. После того как пожар был потушен, обугленное тело Вашингтона тащили по городу, а некоторые его части были проданы в качестве сувениров. Профессиональный фотограф снимал эти события, в результате чего появились и сохранились для истории редкие фотографии линчевания. Фотографии были напечатаны и позже продавались в Уэйко в качестве почтовых открыток.
Были предложены альтернативные теории убийства Люси Фрайер, например печатное издание афро-американского университета утверждало в серии статей, что Вашингтон был невиновен, а убийцей Люси Фрайер являлся её муж Джордж. Джордж Фрайер подал в суд на газету и на колледж, которому она принадлежала, и выиграл в суде дело о клевете против редактора газеты. Журналистские расследования, проведённые в 2006 и 2011 годах, разделились во мнениях касательно виновности Вашингтона — профессиональный историк Манфред Берг утверждал, что Вашингтон виновен в убийстве (но, вероятно, не в изнасиловании), а Патриция Бернстайн, напротив, заявляла в своей книге, что улики, в том числе орудие убийства, были сфабрикованы.
Несмотря на то, что линчевание было поддержано многими жителями Уэйко, оно было осуждено газетами по всем Соединённым Штатам, когда о преступлении стало известно. Национальная ассоциация содействия прогрессу цветного населения (NAACP) наняла Элизабет Фриман, чтобы расследовать это событие; она провела большую работу в Уэйко, несмотря на нежелание многих жителей говорить о событии. После получения доклада Фримен о линчевании соучредитель и редактор NAACP Дюбуа опубликовал подробный отчёт о нём, показывающий фотографии обгоревшего тела Вашингтона, и NAACP использовала его смерть в своей кампании борьбы против подобного самосуда. Хотя Уэйко считался современным, прогрессивным городом, данное линчевание показало, что в нём по-прежнему было распространено насилие на почве расизма. Впоследствии город получил репутацию расистского, но городские власти предотвратили ряд случаев насилия в последующие десятилетия. Историки отмечают, что смерть Вашингтона помогла изменить общественное отношение к самосуду; информация о нём заставила общество прекратить поддержку данной практики, которая стала рассматриваться как варварство, а не приемлемая форма правосудия. В 1990-х и 2000-х годах некоторые жители Уэйко выступали за строительство памятника жертве линчевания, но им не удалось заручиться широкой поддержкой в городе, кроме того, потомки Люси Фрайер, за убийство которой был осуждён Вашингтон, выступили против памятника.